# Palais Diomede Carafa
Le Palazzo Diomede Carafa, également connu sous le nom de Palazzo Santangelo, ou Santagelo Carafa, est un palais monumental de la Renaissance situé sur la Via San Biagio dei Librai, dans le centre de Naples. En face de la façade se trouve l'église de San Nicola a Nilo; sur le flanc oriental, à travers un vicolo du même nom, se trouve l'église Santi Filippo e Giacomo. 

## Histoire
Le palais a été construit au XVe siècle et restauré peu de temps après. Une plaque datée de 1466 rappelait les travaux du propriétaire Diomede Carafa. Il aurait engagé l'architecte Masuccio Secondo ou Angelo Aniello Fiore dans ce travail.  Ce dernier a travaillé pour les tombeaux familiaux de l'église de San Domenico Maggiore.  Le palais passa du fils de Diomede aux comtes de Maddaloni, puis à la famille Carafa de Columbranno.  Après la mort de la duchesse Faustina Pignatelli, épouse de Francesco Carafa di Columbrano, le palais tomba en ruine. Il fut acquis en 1815 par Francesco Santangelo, un riche avocat, et transformé en musée présentant des collections archéologiques. 
Le palais a douze niches fanées représentant des membres de la lignée Carafa. Les étages supérieurs ont un motif de pierre de couleur alternée. 

## Bibliographie

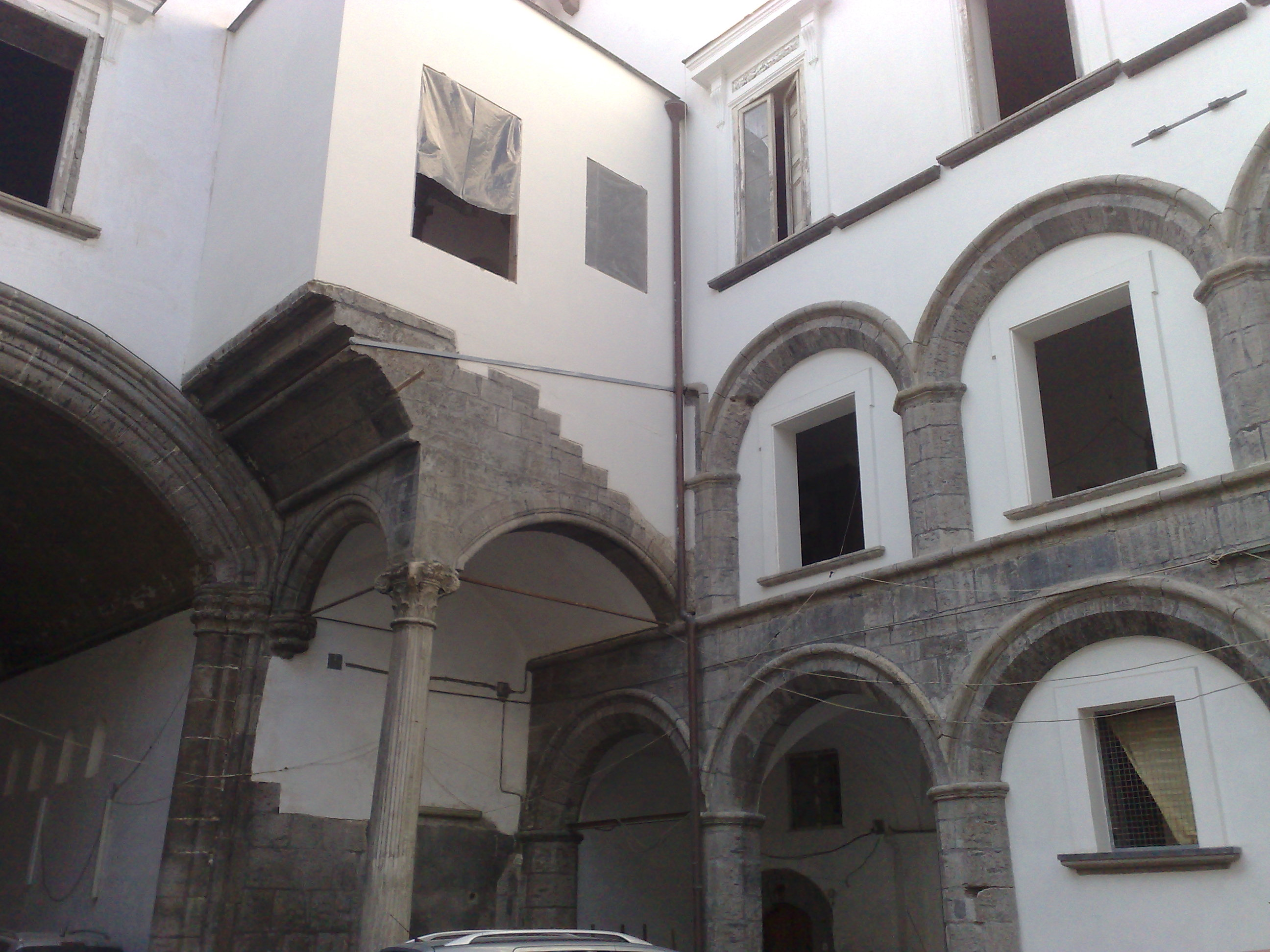
Cour intérieure
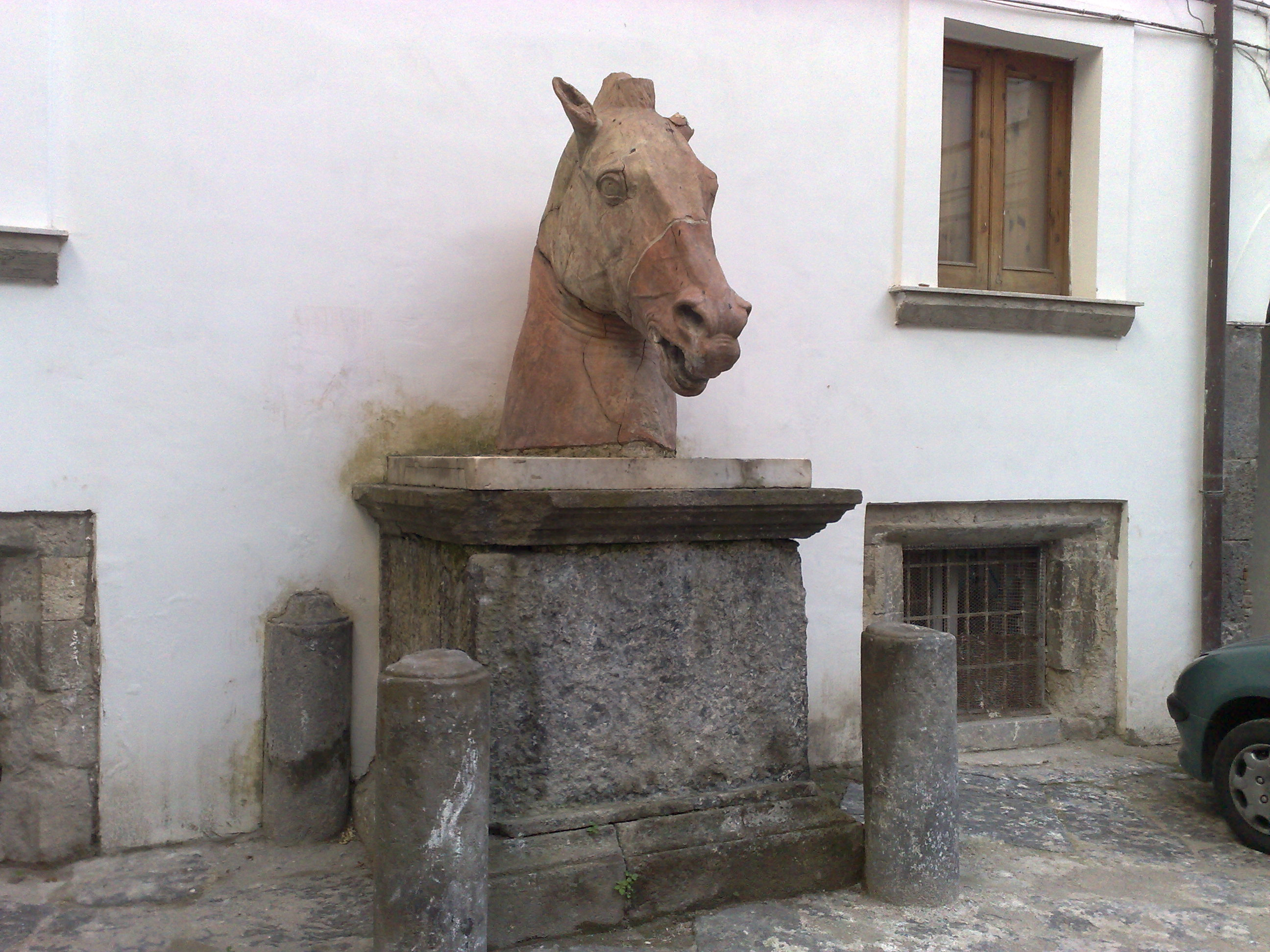
Sculpture de tête de cheval dans la cour
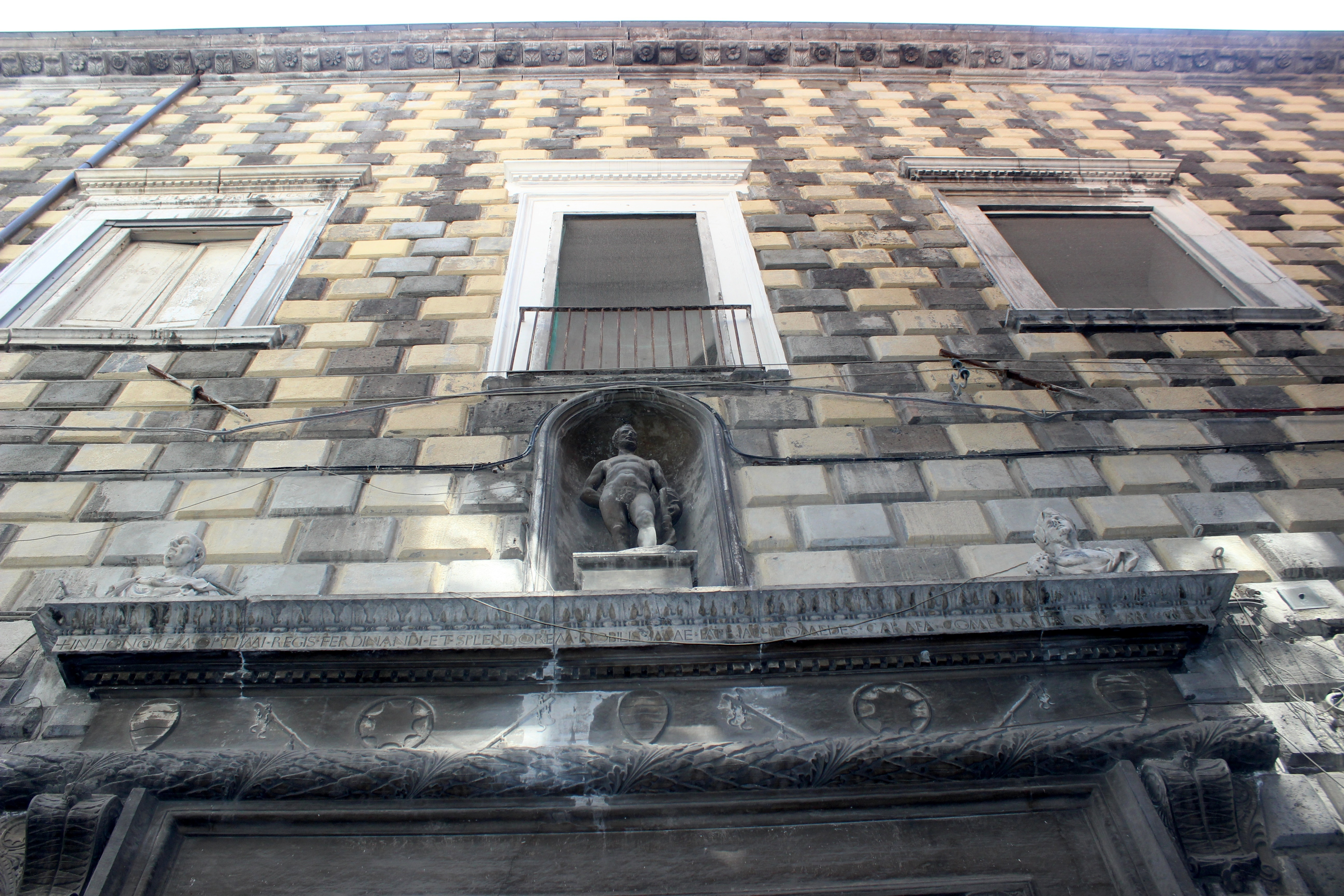
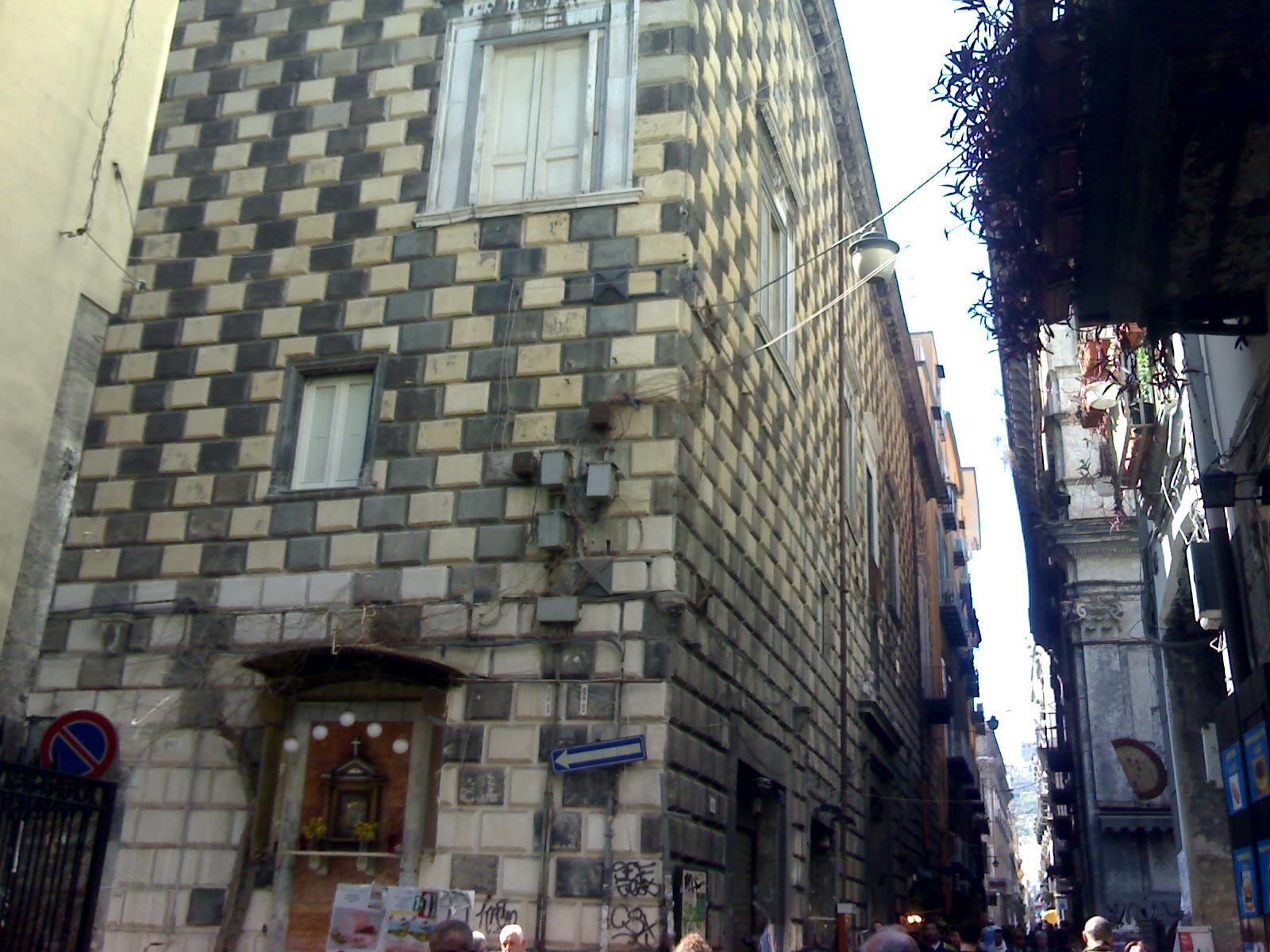